# خروشلا
خروشلا (به لهستانی:  Chrośla) یک روستا در لهستان است که در گمینا دنبه ویلکیه واقع شده‌است. خروشلا ۸۴۹ نفر جمعیت دارد.